# Paldau
Paldau est une commune autrichienne du district de Südoststeiermark en Styrie.